# Калгун (Теннессі)
Калгун (англ. Calhoun) — місто (англ. town) в США, в окрузі Макмінн штату Теннессі. Населення — 536 осіб (2020).

## Географія
Калгун розташований за координатами 35°17′49″ пн. ш. 84°44′45″ зх. д. / 35.29694° пн. ш. 84.74583° зх. д. (35.297060, -84.745881).  За даними Бюро перепису населення США в 2010 році місто мало площу 2,97 км², з яких 2,82 км² — суходіл та 0,15 км² — водойми.

## Демографія
Згідно з переписом 2010 року, у місті мешкало 490 осіб у 213 домогосподарствах у складі 151 родини. Густота населення становила 165 осіб/км².  Було 238 помешкань (80/км²).
Расовий склад населення:
| - 97,8 % — білих - 0,4 % — корінних американців - 0,4 % — чорних або афроамериканців |

До двох чи більше рас належало 1,4 %. Частка іспаномовних становила 1,0 % від усіх жителів.
За віковим діапазоном населення розподілялося таким чином: 20,6 % — особи молодші 18 років, 53,9 % — особи у віці 18—64 років, 25,5 % — особи у віці 65 років та старші. Медіана віку мешканця становила 45,9 року. На 100 осіб жіночої статі у місті припадало 96,0 чоловіків;  на 100 жінок у віці від 18 років та старших — 89,8 чоловіків також старших 18 років.
Середній дохід на одне домашнє господарство  становив 52 844 долари США (медіана — 38 750), а середній дохід на одну сім'ю — 60 091 долар (медіана — 57 143). За межею бідності перебувало 13,7 % осіб, у тому числі 7,4 % дітей у віці до 18 років та 16,4 % осіб у віці 65 років та старших.
Цивільне працевлаштоване населення становило 175 осіб. Основні галузі зайнятості: виробництво — 30,3 %, освіта, охорона здоров'я та соціальна допомога — 22,3 %, роздрібна торгівля — 15,4 %.